# Гуджрат (округ)
Гуджрат (урду ضِلع گُجرات‎, англ. Gujrat District) — один из 36 округов пакистанской провинции Пенджаб. Административный центр — город Гуджрат.

## География
Гуджрат граничит с округами Гуджранвала и Манди-Бахауддин на юге, с округом Джелам на западе, с округом территории Азад Кашмир — Бхимбер на севере, с округом Сиялкот на востоке.

## Техсилы
Гуджрат занимает площадь 3192 км² и разделен на три техсила:
- Гуджрат
- Харай
- Сарай-Аламгир